# 荒木まい
荒木 まい（あらき まい、1991年5月5日 - ）は、日本の元AV女優、元ストリッパー。

## 略歴・人物
2012年3月に着エログラビアデビュー、同年12月にAVデビュー。ロリ系のAV女優として多数の作品に出演した。
2014年10月からは東洋ショー劇場所属のストリッパーとしても活動した。2024年5月にストリップを引退した。

## 出演作品

### イメージDVD
- ももいろクリーム（2012年3月23日、INTEC Inc）
- EXceeeeD（2012年5月23日、INTEC Inc）
- 解禁 人気アイドルを ついに! オールヌードへ（2012年8月18日、渋谷書店.com）
- paipanトマト 22（2013年2月9日、渋谷書店.com）
- つるるんベイベー（2013年2月15日、心交社）
- キラリ!ワレメちゃんねるEX vol.11 願いがかなうなら…（2014年2月10日、ピーク・ア・ブー）
- 無毛AREA100% Sprightly 〜Feel Happy!〜（2014年4月7日、ピーク・ア・ブー）

### アダルト作品

#### DVD
2012年
- あの秘密のほぼ処女アイドルAV解禁!!（12月1日、MOODYZ）

2013年
- 肉壷堕ち 生徒会長 まい（1月25日、ラマ）
- おしおきされてイキまくる ドジっ娘メイド（2月25日、サムシング）
- 挑発JK逆さ撮りパンチラ 3（4月26日、ラマ）他出演:西井千紗、南梨央奈、宮地由梨香、穂積ゆうり、天野ナナ、君嶋千夏、栗山朋香、日向優梨、成宮ルリ
- 女子トイレが使用できず、我慢ができなくなり男子トイレを使おうとしたマジメ女子校生が、パンツを下ろす前にお漏らしをしてしまっているのを発見した僕は、それを黙っている事と引き換えに彼女を…（5月1日、DOC）他出演:相葉ななえ、椎名みずほ、天音こころ
- 成長した娘の裸に触れた父親はイケない事と知りつつもチ○ポを勃起させて「禁断の近親相姦」してしまうのか!? 3（5月9日、SODクリエイト）他出演:本澤朋美、沢田あいり、愛花沙也、南えりか、鳴海すず
- 痴漢OK娘 VOL.11（5月9日、ナチュラルハイ）他出演:桜咲ひな、有本紗世、若菜亜衣、西園寺れお
- 女子からはキモがられ一切無視されている僕。かたや自分の誕生日会に友達がいっぱい集まる人気者の妹。そんな妹の誕生日会にやって来る友達が可愛すぎて、思わず飲み物に『どんなウブな女の子でも自分からチ○ポを求めてしまう媚薬』を入れてしまいました。予想以上に効果抜群で全員にいやらしいことを求められました。味をしめた僕は妹の友だちが集まるお泊まり会と勉強会にも媚薬を投入し夢のハーレム大成功！ ※ただし間違えて媚薬を飲んだ妹とも性的関係を結んでしまったのは誤算でした。（5月9日、Hunter）他出演:成清このみ、松下ひかり、宇佐美なな、夢咲りぼん、有本紗世 ほか
- 羞恥 男女混合発育身体測定（5月9日、サディスティックヴィレッジ）共演:椎名みゆ、中谷美結、荻原くるみ、川崎ゆい、安達柚奈
- くすぐり悶絶美女（5月14日、ラハイナ東海）他出演:茅ヶ崎ありす、明日香ルイ、仲間智美、北国まこ、川崎ゆい、玉森ななみ ほか
- 公衆便所 女子校生 援交盗撮（5月14日、ラハイナ東海）他出演:天音こころ、穂積ゆうり、北国まこ
- 素人限定! リンボーダンス!（5月23日、ATOM）他出演:宇佐美なな、夢咲りぼん、成清このみ、有本紗世 ほか
- ネットで噂の自画撮りエロ娘に、AV交渉してみました。 1（6月1日、プレステージ）他出演:西川りおん、早坂かな、北見藍、紺野渚、潮谷優子
- 新ロリ性感オイルマッサージ（6月15日、ロータス）他出演:愛代さやか ほか
- 女子校生 ピン乳首オナニー（6月19日、ゑびすさん）他出演:穂積ゆうり、天音こころ、みなみ瀬奈、飯田せいこ、玉森ななみ、北国まこ、日向めい
- ドラム缶風呂にスクール水着で入る姪っ子の湯上がりパイパンを見て我慢できずに野外セックス（6月20日、ナチュラルハイ）他出演:ありさ、愛代さやか
- 凌辱ヒロイン プリティー戦士イエローオールスターズ（6月21日、TMA）他出演:板野有紀、つぼみ、永瀬あき
- 妹にこっそり媚薬を飲ませてみたら発情してSEXを求めてきた（6月21日、I.B.WORKS）他出演:板野有紀 ほか
- ［ペチャパイ］ってバカにされたから揉んで大きくして! クラスの女子からも男子からも全く相手にされていない僕。唯一話しかけてくれるのは幼馴染!!幼い頃は男勝りで、とても負けん気の強い女の子だった幼馴染は今では誰もが振り向く程、超カワイイ女の子に!（7月6日、Hunter）他出演:松下ひかり、宇佐美なな、瞳 ほか
- エスパー少女 マリ（7月12日、GIGA）
- 放課後美少女H まい（7月13日、オーロラプロジェクト）
- 蠢 舌 涎 鏡（7月19日、LABO）他出演:茅ヶ崎ありす、ありさ、希咲あや、美波さくら、西浦まなみ、玉森ななみ、日向めい、北見藍、栗原すみれ、小坂りず、野口まりや、小倉もも、沢城ゆり
- 前戯もなく犯された恐怖を吹き飛ばす“濃厚な後戯”の快感で自らセックスを求めだす純粋娘 〜私はこれで息子の彼女をセフレにしました〜（8月8日、ナチュラルハイ）他出演:斉木ゆあ、吉見りいな
- 愛人ツルマン女子高生 中年男と愛し合い求め合う、濃厚接吻とセックス（8月8日、ヒビノ）
- 緊急公開 女子校生連れ去り野外強姦（8月9日、青空ソフト）他出演:板野有紀
- 隠語挑発 パンモロ女子校生（8月14日、部活動）他出演:飯田せいこ ほか
- 女子校生15人オマ○コ指入れぴちゃぴちゃ自画撮りオナニー vol.13（8月15日、プリモ）他出演:野津亜梨紗、宮野瞳、森山茜、久保田愛梨、穂積ゆうり、愛代さやか、上地霧、相葉ななえ ほか
- キミだけに語りかけ! ロリっ娘20人! オマ●コぴちゃぴちゃ指入れ自画撮りオナニー 4時間DX vol.07（8月16日、ロリオナ）他出演:中谷美結、水野さやか、原千草、本澤朋美、小林るな、小泉ミツキ、南梨央奈、浅之美波、瞳、綾瀬ルナ、鈴村みゆう、蒼乃ミク、木崎実花、小西まりえ、加藤はるき、有本紗世、矢部ひまり、西園寺れお、天音こころ
- 自主制作 小●生 中出しレイプ（8月16日、幼忌婢）他出演:中谷美結、有本紗世
- 知花メイサが女性ファンの自宅へアポ無し訪問! 本人もファンも初めてのレズ体験! ドキドキファン感謝祭!!（8月22日、ATOM）主演:知花メイサ
- ロリータ中出し 野外輪姦（8月23日、I.B.WORKS）共演:板野有紀、初芽里奈
- JK文化祭模擬店 ちら見せオナサポ喫茶 6（8月25日、アロマ企画）共演:葵こはる、有本紗世、長谷川しずく、蒼乃ミク、笹宮あずさ、穂刈みゆき、小西まりえ
- 電マ女子校生 焦らしに焦らしてあげました（8月26日、メディア総販ソレイル）他出演:飯田せいこ、鳴海すず ほか
- 歳の差は30歳 性欲を我慢できずに親のチ●ポを求める少女たち…（9月6日、眠姦）他出演:有本紗世、小西まりえ
- デニムスカートのパンチラ（9月13日、アロマ企画）他出演:葵こはる、鈴木ありす、長谷川しずく、坂下えみり ほか
- 敏感な勃起乳首を舐めるレズ 2（10月1日、ゑびすさん）他出演:茅ヶ崎ありす、秋菜はるか、聖菜アリサ、相沢れおな、夏川美久、高沢沙耶、宮崎由麻、沙藤ユリ、安田美保、桜いちか、みなみ瀬奈、小嶋優香
- 新・歌舞伎町整体治療院 26（10月4日、ゴーゴーズ）他出演:本澤朋美 ほか
- 微乳美女20名 第1集（10月4日、我欲）他出演:本澤朋美 ほか
- 女子校生のおいしいオシッコ 放尿・よだれ・唾・鼻クソ・マン汁 女子校生ホルモン 3（10月20日、レイディックス）他出演:あずみ恋、高沢沙耶、大桃りさ、初芽里奈、渡辺杏奈
- 素人投稿シリーズ【未成年（四八八）】 変態巨根男とパイパン制服少女 06（11月1日、ゴーゴーズ）
- 居酒屋トイレ盗撮 欲情便所 ［十六］（11月1日、心眼）
- 妄想パンチラフェロモン 【看護師編2】（11月13日、アロマ企画）他出演:葵こはる、芹沢つむぎ、みなみ瀬奈、長谷川しずく ほか
- 素人投稿シリーズ【未成年（四八九）】 パンツ売りの少女 01（11月15日、ゴーゴーズ）
- 追憶の学販レオタード 1（11月22日、アスリート）
- ロリっ娘電気アンマ 1（11月22日、アキバコム制作部）
- JK 直下型&M字パンチラ挑発 4（12月13日、アロマ企画）他出演:早乙女らぶ、鈴木ありす、持田美琴、Sumire、中野翔子、藤原ひとみ
- 全裸角オナニー 2（12月13日、アロマ企画）他出演:芹野莉奈、河原美咲、彩城ゆりな、相沢れおな、中野翔子、笹宮あずさ
- 女子レスラー大ピンチ!コスチューム剥ぎ恥辱 Vol.5（12月20日、バトル）

2014年
- KARMAナンパ隊が行く! 「キレイなOLさんは嫌いですか?」 働くOL中出しナンパDX（1月13日、カルマ）他出演:安達まどか、緒方みずき ほか
- 再婚家庭の不謹慎極まりない爛れた性愛（1月17日、FAプロ）他出演:熊谷麻美、黒木小夜子
- 淫語パンモロ女子校生 妹は女子校生なんだけど淫語とパンモロで僕にせんずりを強要する!（1月22日、部活動）
- 僕の家庭教師はいつもミニスカばかりで目のやり場に困る VOL.2（2月1日、TOY☆GIAL）他出演:芦名ユリア、美月優芽、愛花沙也
- 2段ベッドが揺れるほど感じる姉の喘ぎ声を聞いて発情しだす妹 8 中出しSP（2月6日、ナチュラルハイ）他出演:阿部乃みく、篠宮ゆり ほか
- 足舐めご奉仕レズ 8（2月14日、FOOT LOVE）共演:葛城桐絵
- 本屋に参考書を買いに来た真面目でおとなしそうな女子校生に媚薬をたっぷり塗ったチ○ポで即ハメしたらアヘ顔で痙攣するほど感じてイキまくった 5（2月20日、ナチュラルハイ）他出演:百田まゆか、川越ゆい、愛代さやか ほか
- BATTLE 2014年度 新人王座決定 フレッシュスタートーナメント 第一回戦（2月21日、バトル）共演:天海はるか
- 淫語パンモロ女子校生 あなたのち●ぽの代わりにディルドーをしごきながらの淫語とパンモロ（2月21日、部活動）他出演:白咲未羽 ほか
- センズリ用 美少女がエロポーズでま○こと尻穴を惜しみ無く広げ見せつけ挑発してくるDVD Part2（2月25日、アロマ企画]）他出演:桜咲ひな、大森玲菜、市川とわ、安達まどか
- 童貞筆下ろし 年下の女の子に皮をむかれた性体験（3月10日、ホットエンターテイメント）他出演:上原亜衣、純名つらら、杏奈
- ロリータ性感オイルエステ 12（3月20日、アイエナジー）他出演:川越ゆい ほか
- 美少女の監禁飼育ビデオ 4（4月1日、プラネットプラス）
- BATTLE 2014年度 新人王座決定 フレッシュスタートーナメント 決勝戦（4月11日、バトル）共演:彩月みほ
- くすぐり♥パンティーマッサージ vol.4（4月15日、ワニッチ）他出演:いとう凛、白咲未羽、川越ゆい
- 女教師と女子生徒（4月15日、ラハイナ東海）他出演:横山みれい、進藤怜、茅ヶ崎ありす、唯原真奈、碧瑠菜、緒方みずき、乙葉ななせ、生駒はるな、中野翔子
- パイパン●学生局部ドアップ痴漢（4月24日、ナチュラルハイ）
- おるすばん 退屈な少女に訪れた4つの初体験（5月1日、プラネットプラス）
- ドロドロマン汁垂れ流し連続アクメオナニー（5月1日、ゑびすさん）他出演:横山みれい、宮村恋、中西琴音、二ノ宮千尋、日向めい
- ドスケベ女18人 いつでもどこでも本気でイキまくる オナニーマガジン 4時間 2（5月15日、プリモ）他出演:阿部乃みく、松岡セイラ、小湊菜々 ほか
- 「キャアアアアッ!」妹が風呂場でびしょ濡れ! 高校生の妹が、お風呂の掃除中に間違えてシャワーを自分に浴びてしまうドジっぷりを発揮。 「やれやれ」と様子を見に行った僕(兄)はフリーズして凝視。妹の濡れた服が透けて乳首ポッチがまるわかり!大興奮で勃起してしまい…。（6月5日、Hunter）他出演:葵こはる ほか
- 放課後に何もすることがないので学校の図書室に行ってみたら、本の整理を行う清楚でマジメ図書委員女子の無防備な純白パンチラを見てしまった! 目をそらそうと思ってもパンツに釘づけなボクは、思わず勃起…。 2（6月5日、Hunter）他出演:春日野結衣、川越ゆい ほか
- 絶体絶命! 哀願の女捜査官 〜監禁淫獄、堕ちるまで〜（6月7日、 Baby Entertainment）共演:眞木あずさ
- センズリ用 美少女たちのつるりんま○こ見せつけ挑発×レズビアン（6月13日、アロマ企画）共演:愛代さやか、前川りく
- お尻が綺麗な後ろ美人に￥渡してアナル見せてもらう（6月17日、ラハイナ東海）他出演:大森玲菜、加藤ツバキ、舞咲みくに、菅野いちは、川口照美、原美織、神崎由華、桜木郁、佐々木絵美、早瀬あかり、夢咲かのん
- パンツ・オブ・ザ・ワールド JK（8月15日、ワニッチ）
- 幼艶ガールズ・クライシス 美少女（秘）捜査官拷問 第一話:セックス・オン・ザ・ドラック（10月7日、Baby Entertainment）
- 孫の誘惑（10月9日、タカラ映像）
- 丁寧語お嬢様の純白パンティー挑発（10月25日、アロマ企画）

2015年
- 天然むすめ　2073　制服時代　～私、遊ばれちゃった～　荒木まい（1月21日、天然むすめ）
- 聖★女戦士 リトルセーラーストーム（4月24日、TMA）
- 恋文 ～純愛・百合女子校生（6月12日、V&R PRODUCE）共演:川越ゆい
- 初イキを覚えた無毛スジマン強制開発レズエステ（6月15日、ピーターズ）他出演:春日野結衣、佐伯かのん
- 激しい【口臭・顔舐め・唾液】責めで愛し合う親友同士のレズ　川越ゆい・荒木まい（11月1日、ゑびすさん/妄想族）共演:川越ゆい

2016年
- もう老人しか愛せない2 ～ワシのためにパイパンになってくれた若妻～（1月25日、ながえスタイル）
- 天然むすめ 2357 ダブルフェラ未公開映像！イくときは言ってネ　荒木まい・西島みずき　20歳（4月2日、天然むすめ）共演:西島みずき
- 茶巾くすぐりショー　茶巾くすぐり地獄シリーズ2（4月27日、トラウマアート）共演:北村玲奈
- フェチ選！！痴女対抗！！レンズ舐めツバゼリアイ（5月25日、グリップAV）他出演:江上しほ、夏希のあ、みゆき、希咲あや、森内香奈美、小峰みこ、めぐみ
- 実況パワフル催眠アナウンサー　3（7月15日、トラウマアート）共演:北村玲奈
- CHLORO SISTER2　姉たちの断末魔（7月28日、トラウマアート）共演:辻本りょう、北村怜奈
- ヘンリー塚本 中年男女たちの禁断の愛のドラマ集2 非道徳（12月25日、FAプロ）共演:熊谷麻美　他出演:花宮あみ、星野あかり、三咲恭子、堀口奈津美、倖田李梨、北原夏美、手塚みや

2017年
- 天然むすめ  お宅訪問！これに着替えてくれるかな ステージ用意してるからと台へ移動　荒木まい 20歳（3月24日、天然むすめ）
- 女体拷問研究所 VIOLENT CORRIDOR 暗黒の快楽地獄を彷徨うエリートの娘　荒木まい（4月1日、BabyEntertainment）
- 恥ずかしがり屋でもパンティはマン汁でびっしょりなまいちゃん(20)とガチ生えっち！（5月16日、ジャネス）
- 天然むすめ 2631 素人むすめ Best30 Part.1（8月10日、天然むすめ）他出演:戸田くれあ、浅倉のどか、桐山あかり、相沢れいか、いろはまりん、高野桃子、沢村みれい、三咲ひとみ、 広瀬みづき
- 天然むすめ  ちょっと悪魔なワタシ ～清楚系のSっ娘というギャップ～　荒木まい　20歳（9月23日、天然むすめ）
- バイノーラル録音＆完全主観映像 女子校生マニアック黒タイツ（9月23日、部活動）他出演:若月まりあ、NOA
- 天然むすめ 2673　永久保存版！未公開映像 4　しとう和歌・芦川芽依・山口明日香・荒木まい　20歳（10月31日、天然むすめ）他出演:しとう和歌、芦川芽依、山口明日香
- AV老人が語る、もっとも興奮した若妻ベスト5　もう老人しか愛せない（12月25日、ながえスタイル）他出演:成宮いろは 、碧しの、上原亜衣、たかせ由奈